# Shocker
Šoker (Herman Schultz) je izmišljena osebnost, stripovski superzlobnež, ki se pojavlja v stripih ameriške založbe Marvel. Ustvarila sta ga risarja Stan Lee in John Romita Sr, prvič pa se je pojavil v stripu The Amazing Spider-Man #46 (marec 1967). Gre za enega največjih sovražnikov Spider-Mana. Schultz je bil prvotno inženir samouk in znan razbijač sefov, ki je izumil par rokavic, ki lahko proizvajajo močne vibracijske udarne valove. Te rokavice je vključil v zaščitno bojno obleko in postal najeti plačanec. Kot Šoker je Schultz hitro zapadel v newyorško kriminalno podzemlje in so ga najeli različni gospodarji kriminala, zaradi česar je bil pogosto v konfliktu s Spider-Manom.
Šoker se je pojavil v filmu Spider-Man: Vrnitev domov, kjer ga je upodobil igralec Bokeem Woodbine.